# Skorineć
Skorineć (ukr. Скорінець) – wieś na Ukrainie, w obwodzie czernihowskim, w rejonie czernihowskim, w hromadzie Iwaniwka. W 2001 liczyła 272 mieszkańców.